# Martial Locatelli
Martial Locatelli, né le 31 juillet 1971 à Vesoul, est un coureur cycliste français.

## Palmarès
- 1991
  - Champion de Franche-Comté du contre-la-montre par équipes
  - 3e du Trophée Mavic
- 1992
  -  Champion du monde du contre-la-montre par équipes militaires[n 1]
  - 2e étape du Tour du Loir-et-Cher
- 1993
  - Champion de Franche-Comté sur route
  - Tour de Moselle
  - Grand Prix des Nations espoirs
  - 2e du championnat de France du contre-la-montre par équipes
  - 2e du Trophée Mavic
  - 3e du Grand Prix de France
- 1995
  - 6e étape de la Mi-août bretonne
- 1997
  - Circuit méditerranéen
  - Tour de la Somme
  - Tour de la Manche :
    - Classement général
    - 3e étape (contre-la-montre)

  - 1re et 5ea étapes du Tour de Navarre
  - Tour de Moselle :
    - Classement général
    - 1re et 4e (contre-la-montre) étapes

  - 2e étape du Tour du Chablais (contre-la-montre)
  - 2e étape du Tour de Franche-Comté
  -  Médaillé d'argent du contre-la-montre des Jeux méditerranéens
  - 3e du Grand Prix de Lignac
  - 3e du Tour du Chablais
  - 3e du Tour de la Porte Océane
  - 3e du Tour de Franche-Comté
- 1998
  - Prix du Saugeais
  - Tour de Gironde :
    - Classement général
    - 3e étape

  - Boucles de la Mayenne :
    - Classement général
    - 3e étape (contre-la-montre)

  - Tour de la Manche :
    - Classement général
    - 2e et 3e (contre-la-montre) étapes

  - 4e étape du Tour du Béarn (contre-la-montre)
  - Grand Prix de Charvieu-Chavagneux
  - Grand Prix du Cru Fleurie
  - 2e du Trophée des Châteaux aux Milandes
  - 3e du Grand Prix de Cours-la-Ville
- 1999
  - Tour de Loire-Atlantique
  - Tour du Béarn
  - 3e du Tour de Gironde
  - 3e du Trio normand
- 2000
  - Ruban granitier breton :
    - Classement général
    - 2e étape

  - 3e étape du Tour de la Porte Océane (contre-la-montre)
  - 2e du Tour du Loiret
- 2001
  - 2e étape du Tour Nivernais Morvan (contre-la-montre)
  - 4e étape du Tour de la Dordogne (contre-la-montre)
  - Prologue du Tour des Pyrénées
  - 3e du championnat de France du contre-la-montre par équipes
- 2002
  - 1re étape du Tour de la Manche
  - 2e étape du Tour des Pyrénées
  - Prologue du Ruban granitier breton
  - 3e étape du Tour Nord-Isère
  - 2e du Grand Prix des Carreleurs
  - 2e du Tour de la Manche
  - 3e du Grand Prix de Lys-lez-Lannoy
- 2003
  - Championnat de Bourgogne sur route
  - 2e étape des Deux Jours cyclistes de Machecoul (contre-la-montre)
  - Tour du Canton de Châteaumeillant
  - 1re étape du Tour de Guadeloupe
  - 2e du Circuit des Quatre Cantons
- 2004
  - Championnat de Bourgogne sur route
  - 4e étape du Tour Nord-Isère
  -  Médaillé d'argent du championnat d'Europe de la police du contre-la-montre
  -  Médaillé d'argent du championnat d'Europe de la police sur route
  - 2e du Grand Prix de Beuvry-la-Forêt
  - 2e du Grand Prix de La Machine
  - 3e de Dijon-Auxonne-Dijon
- 2006
  - 1reb étape du Tour Alsace (contre-la-montre par équipes)
  - 3e des Deux Jours cyclistes de Machecoul
- 2007
  - Championnat de Bourgogne du contre-la-montre
  - 8eb étape du Tour de Guyane (contre-la-montre)
  - Prix de La Charité-sur-Loire
- 2008
  - 2e de Paris-Chauny
  - 3e des Deux Jours cyclistes de Machecoul

## Résultats sur les grands tours

### Tour d'Espagne
2 participations 
- 1995 : 94e
- 1996 : 83e